# Otto Maraini
Otto Maraini (* 8. November 1863 in Lugano; † 16. Januar 1944 ebenda) war ein Schweizer Architekt und Politiker.

## Leben und Wirken

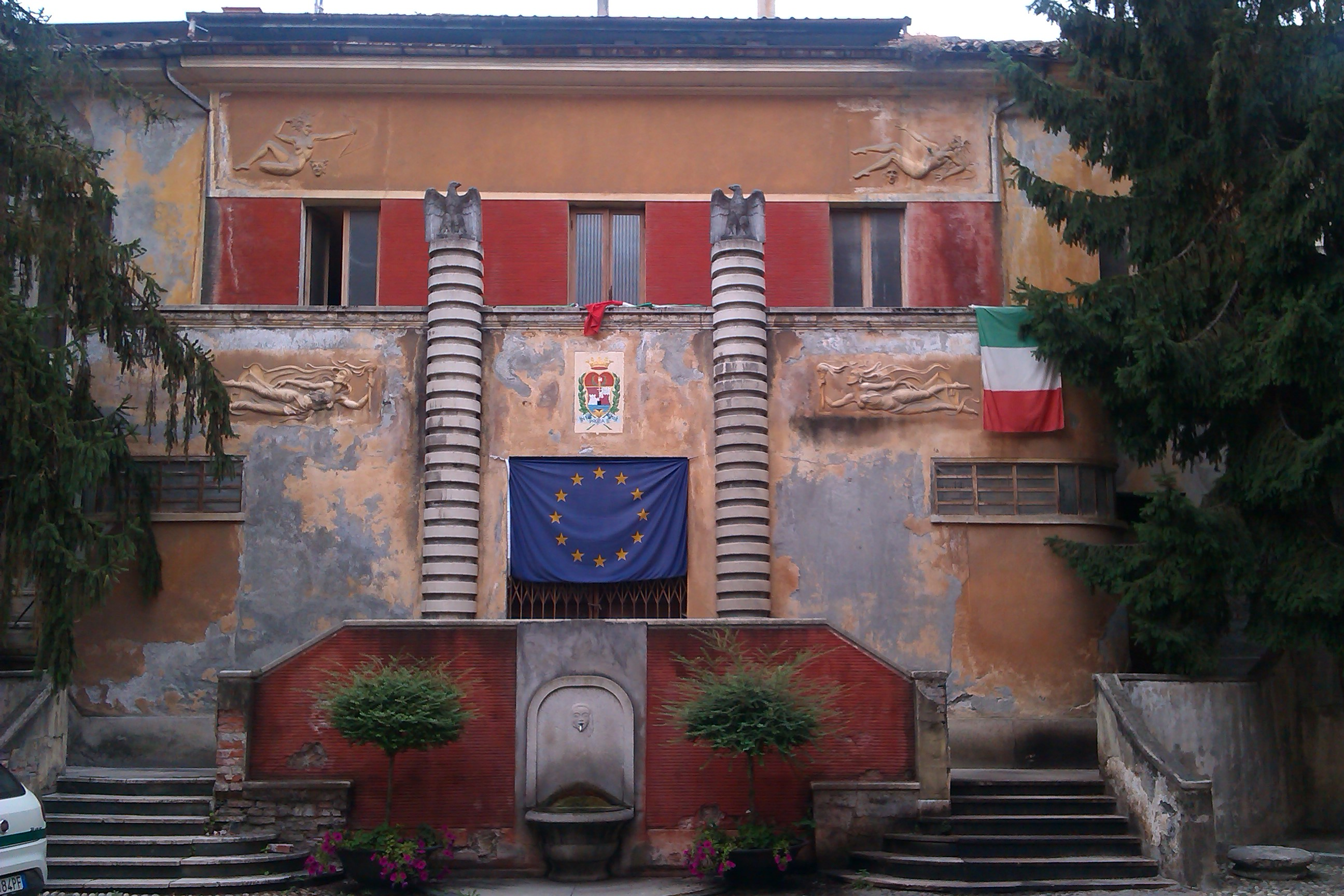
Otto Maraini: Teatro Civico, Susa, 1937. Fassade.

Otto Maraini, Sohn eines Inhabers einer Handelsfirma, besuchte das Gymnasium in Lugano. Nach dem Architekturdiplom an der Accademia di Brera in Mailand arbeitete Maraini ab 1889 im Tessin. Seine Hauptwerke im frühen 20. Jahrhundert waren eklektizistisch instrumentierte Villen, Mehrfamilienhäuser und Hotels. So baute er in Lugano-Castagnola die «Villa Helios» auf einer Terrasse über dem See. Nach einem Wettbewerbserfolg zusammen mit Augusto Guidini plante er das Gymnasium in Lugano (1903/1904). Von 1904 bis 1905 baute er für seinen zu Reichtum gekommenen Bruder Emilio eine Villa auf dem Colle Pincio in Rom, die heute das Istituto Svizzero beherbergt. 1905 übernahm er, ebenfalls mit Guidini, die Restaurierung von San Lorenzo in Lugano, bei der die Kirche tiefgreifend umgestaltet wurde und die bis 1910 abgeschlossen wurde.
Als Politiker amtete Maraini als Gemeinde- und Stadtrat in Lugano, von 1897 bis 1901 war er Tessiner Grossrat sowie 1922 für einige Monate liberalradikaler Nationalrat und von 1923 bis 1927 sass er erneut im Grossen Rat (für den Rinnovamento economico). Er gehörte von 1928 bis 1934 der eidgenössischen und ausserdem der kantonalen Kommission für Denkmalpflege an, daneben war er Präsident der Tessiner Sektion des Schweizerischen Ingenieur- und Architektenvereins und des Verwaltungsrats der Banca della Svizzera Italiana.

## Werke (Auswahl)
- Villa Helios, Castagnola, 1901–1902
- Villa Vassalli, Lugano, 1902
- Palazzo Molinari, Lugano, 1903
- Palazzo degli studi, (Kantonsschule), Lugano, 1903–1904 (mit Guidini)
- Villa Maraini, Rom, 1904–05
- Hotel Excelsior, Rom, 1905
- Villa Apostoli, Lugano, 1905–1906
- Kathedrale San Lorenzo, Restaurierung, Lugano, 1905–10 (mit Guidini)
- Albergo Walter, Lugano, 1907
- Palazetto Enderlin, Umbau, Lugano, 1908
- Viale Cattaneo, Wohnhaus, Lugano, 1908
- Villa Primavesi, Lugano, 1908
- Società Edilizia Luganese, Verwaltungsgebäude, Lugano, 1906–1909
- Volksbank, Umbau, Lugano, 1909
- Villa Planchita, Lugano, 1910
- Villa Vella, Lugano, 1911–1912
- Villa La Belgique, Lugano, 1912